# 長崎行男
長崎 行男（ながさき ゆきお、1954年8月5日 - ）は、日本の音響監督・脚本家・音楽プロデューサー。城西国際大学メディア学部兼任講師。

## 概要
法政大学経営学部卒業後、ホリプロダクションに入社。EPIC・ソニーで所ジョージなどのアーティストや、アニメ、ゲームのプロデュースを担当。その後、ソニー・コンピュータエンタテインメントに移籍しゲーム制作が中心となる。現在はマイルストーン音楽出版に所属し、アニメーションなどの音響演出も行っている。
クロコダイルの顧問としても活動している。

## 参加作品
※ 特記のない限り音響監督としての参加。

### テレビアニメ
1998年
- ポポロクロイス物語（企画）

1999年
- アークザラッド（企画）
- ワイルドアームズ トワイライトヴェノム（企画）

2001年
- パラッパラッパー（音楽監督）

2004年
- BECK

2005年
- エンジェル・ハート
- おでんくん

2006年
- 怪 〜ayakashi〜
- デジモンセイバーズ

2007年
- モノノ怪
- 流星レースターン

2008年
- イタズラなKiss
- 魔法遣いに大切なこと 〜夏のソラ〜
- ユメミル、アニメ「onちゃん」

2009年
- あにゃまる探偵 キルミンずぅ ※裕木陽介名義でシリーズ構成・脚本も担当
- 空中ブランコ
- 戦場のヴァルキュリア
- ドラゴンボール改 ※第99話以降は本山哲と連名

2010年
- デジモンクロスウォーズ
- 名探偵コナン/まじっく快斗
- ユメミル、アニメ「onちゃん」 シーズン2

2011年
- C
- デジモンクロスウォーズ 悪のデスジェネラルと七つの王国
- デジモンクロスウォーズ 時を駆ける少年ハンターたち
- トリコ
- プリティーリズム・オーロラドリーム

2012年
- シャイニング・ハーツ 〜幸せのパン〜
- つり球
- 薄桜鬼 黎明録
- プリティーリズム・ディアマイフューチャー
- ONE PIECE エピソードオブルフィ 〜ハンドアイランドの冒険〜

2013年
- ガッチャマン クラウズ
- THE UNLIMITED 兵部京介
- プリティーリズム・レインボーライブ
- ラブライブ!

2014年
- アオハライド
- ラブライブ!（第2期）
- プリパラ
- 暁のヨナ
- ONE PIECE “3D2Y” エースの死を越えて! ルフィ仲間との誓い（音響ディレクター）

2015年
- ガッチャマン クラウズ インサイト
- GANGSTA.
- GATE 自衛隊 彼の地にて、斯く戦えり
- Dance with Devils
- 電波教師
- にゅるにゅる!!KAKUSENくん2期
- ミリオンドール

2016年
- アンジュ・ヴィエルジュ
- orange
- 終末のイゼッタ
- 少年アシベ GO! GO! ゴマちゃん
- タイムトラベル少女〜マリ・ワカと8人の科学者たち〜
- 舟を編む
- 魔法少女なんてもういいですから。
- 魔法少女なんてもういいですから。セカンドシーズン
- ラブライブ!サンシャイン!!

2017年
- アイドルタイムプリパラ
- アニメガタリズ
- カブキブ!
- 正解するカド
- ブレンド・S
- まけるな!!あくのぐんだん!
- いつだって僕らの恋は10センチだった。
- 宝石の国

2018年
- キラッとプリ☆チャン
- ピアノの森
- RErideD-刻越えのデリダ-
- 千銃士

2019年
- KING OF PRISM -Shiny Seven Stars-
- 女子かう生
- 歌舞伎町シャーロック
- ACTORS -Songs Connection-

2020年
- アクダマドライブ
- ラブライブ!虹ヶ咲学園スクールアイドル同好会
- D4DJ First Mix

2021年
- 怪物事変
- バクテン!!
- かげきしょうじょ!!
- 平穏世代の韋駄天達
- ラブライブ!スーパースター!!
- ぐんまちゃん（音響コーディネイト）
- ワッチャプリマジ!

2022年
- ヒロインたるもの!〜嫌われヒロインと内緒のお仕事〜
- 連盟空軍航空魔法音楽隊ルミナスウィッチーズ
- BLEACH 千年血戦篇

2023年
- テクノロイド オーバーマインド
- にじよん あにめーしょん
- NieR:Automata Ver1.1a
- BLEACH 千年血戦篇-訣別譚-

2024年
- キミと僕の最後の戦場、あるいは世界が始まる聖戦 Season II ※アフレコ演出も担当
- 魔導具師ダリヤはうつむかない
- グレンダイザーU
- BLEACH 千年血戦篇-相剋譚-

2025年
- 前橋ウィッチーズ

2026年
- リィンカーネーションの花弁

時期未発表
- 顔に出ない柏田さんと顔に出る太田君

### OVA
1985年
- 吸血鬼ハンターD（プロデューサー）

1988年
- 恐怖のバイオ人間 最終教師（音楽プロデューサー）

2011年
- 戦場のヴァルキュリア3 -誰がための銃瘡-
- ゼクトバッハ 第1章 シャムシールの舞

2012年
- 君のいる町
- スパイペンギン（音響デザイン）
- 聖☆おにいさん

2013年
- Vassalord.

### 劇場アニメ
1986年
- ガルフォース ETERNAL STORY（プロデューサー・音楽プロデューサー）

2008年
- ONE PIECE THE MOVIE エピソードオブチョッパー+ 冬に咲く、奇跡の桜

2011年
- 手塚治虫のブッダ -赤い砂漠よ!美しく-

2012年
- アシュラ

2013年
- 聖☆おにいさん

2014年
- スポチャン対決! 〜妖怪大決戦〜

2015年
- 劇場版プリパラ み〜んなあつまれ！プリズム☆ツアーズ
- ラブライブ!The School Idol Movie

2016年
- KING OF PRISM by PrettyRhythm
- 映画プリパラ み〜んなのあこがれ♪レッツゴー☆プリパリ
- ずっと前から好きでした。〜告白実行委員会〜
- 好きになるその瞬間を。〜告白実行委員会〜

2017年
- 虐殺器官（アフレコ演出）
- KING OF PRISM -PRIDE the HERO-

2019年
- ラブライブ!サンシャイン!! The School Idol Movie Over the Rainbow
- 映画 コラショの海底わくわく大冒険！
- 劇場版シティーハンター 新宿プライベート・アイズ

2020年
- 思い、思われ、ふり、ふられ
- LIP×LIP FILM×LIVE〜この世界の楽しみ方〜

2021年
- 復興応援 政宗ダテニクル 合体版＋

2022年
- 映画 バクテン!!

2023年
- 劇場版シティーハンター 天使の涙

2024年
- i☆Ris the Movie - Full Energy!! -
- 劇場版モノノ怪 唐傘
- KING OF PRISM -Dramatic PRISM.1-
- ラブライブ!虹ヶ咲学園スクールアイドル同好会 完結編

### Webアニメ
2018年
- B：The Beginning

2019年
- 恐竜少女ガウ子
- 愛姫MEGOHIME

2021年
- アイドルランドプリパラ
- 鎮西八郎為朝

2022年
- スプリガン

### ゲーム
1987年
- 所さんのまもるもせめるも（ディレクター）

1991年
- ジェリーボーイ（スーパーバイザー）

1992年
- HOOK（プロデューサー）

1993年
- ソルスティスII（スペシャルサンクス）

1994年
- 迦楼羅王（プロデューサー）
- クライムクラッカーズ（企画）
- モータートゥーン・グランプリ（COプロデューサー）

1995年
- アークザラッド（スーパーバイザー）
- ガンナーズヘヴン（企画）
- ハーミィホッパーヘッド 〜スクラップパニック〜（COプロデューサー）
- ビヨンド ザ ビヨンド 〜遥かなるカナーンへ〜（スーパーバイザー）
- フィロソマ（COプロデューサー）
- ホーンドアウル（アソシエイトプロデューサー）

1996年
- アークザラッドII（COプロデューサー）
- ポポロクロイス物語（COプロデューサー）
- ワイルドアームズ（アソシエイトプロデューサー）

1997年
- アランドラ（スーパーバイザー）
- クライムクラッカーズ2（スーパーバイザー）
- クラッシュ・バンディクー2 コルテックスの逆襲!（サンクス）
- グランツーリスモ（スーパーバイザー）
- ベルデセルバ戦記（プロデューサー）
- リンダキューブ アゲイン（スーパーバイザー）

1998年
- I.Q FINAL（スーパーバイザー）
- 季節を抱きしめて（制作協力）
- クラッシュ・バンディクー3 ブッとび!世界一周（サンクス）
- サンパギータ（制作協力）
- ダブルキャスト（制作協力）
- 雪割りの花（制作協力）
- レガイア伝説（スーパーバイザー）

1999年
- オメガブースト（スーパーバイザー）
- 俺の屍を越えてゆけ（スーパーバイザー）
- サーカディア（スーパーバイザー）
- サルゲッチュ（スペシャルサンクス）
- どこでもいっしょ（スーパーバイザー）
- ワイルドアームズ セカンドイグニッション（スーパーバイザー）

2000年
- ぼくのなつやすみ（スーパーバイザー）

2002年
- ワイルドアームズ アドヴァンスドサード（音楽プロデューサー）

2005年
- ワイルドアームズ ザ フォースデトネイター（ミュージックプロデュース）

2008年
- 遙かなる時空の中で4

2009年
- ラブプラス（音声収録監督）

2010年
- ときめきメモリアル Girl's Side 3rd Story（音声ディレクション）
- ゴッドイーター

### テレビドラマ
- 一番大切な人は誰ですか?（2004年、音楽プロデューサー）

### 実写映画
- 伊賀野カバ丸（1983年、脚本/志村正浩、鈴木則文と連名）
- 夜逃げ屋本舗シリーズ（1991～1994年、脚本/真崎慎、原隆仁と連名）
- 1999年の夏休み（1988年、音楽プロデューサー）
- 未来の想い出 Last Christmas（1992年、音楽プロデューサー）
- 免許がない!（1994年、音楽プロデューサー）
- ぷりてぃ・ウーマン（2003年、音楽プロデューサー）
- いらっしゃいませ、患者さま。（2005年、音楽プロデューサー）
- 寝ずの番（2006年、音楽プロデューサー）
- 花田少年史 幽霊と秘密のトンネル（2006年、音楽プロデューサー）
- 次郎長三国志（2008年、音楽プロデューサー）
- 旭山動物園物語 ペンギンが空をとぶ（2009年、音楽プロデューサー）
- 風が強く吹いている（2009年、音楽プロデューサー）
- 源氏物語 千年の謎（2011年、音楽プロデューサー）

### ドラマCD
- City Hunter Sound Collection Z -Dramatic Album-（2005年）
- The Epic of Zektbach -FRAGMENTS OF ARIA TE'LARIA-（2010年）
- The Epic of Zektbach　Novel CD Series ～Blind Justice～（2010年）
- The Epic of Zektbach　Novel CD Series ～Masinowa～（2012年）

### その他
- フジテレビ短編アニメ大賞最新作 チョコレートのウサギ パルピー（2010年、プロデューサーも兼任）
- ムービングコミック 人形峠（2018年）
- 矢場とんオリジナルアニメ「大須のぶーちゃん」（2019年）[29]

## 書籍
- 埋もれない声優になる！ 音響監督から見た自己演出論（星海社新書、2022年3月23日）[30]